# Steinbachtalsperre (Rheinland-Pfalz)
Die Steinbachtalsperre in Rheinland-Pfalz liegt am Steinbach nordwestlich von Idar-Oberstein im Hunsrück, Kreis Birkenfeld. Sie wurde 1966 in Betrieb genommen und dient der Trinkwasserversorgung der Stadt Idar-Oberstein.
Das Absperrbauwerk ist ein Steinschüttdamm mit einer Asphaltbeton-Außendichtung. Der Damm ist leicht gekrümmt. Der Stausee hat eine 8 m hohe Vorsperre, ebenfalls ein Damm mit Asphaltbeton-Außendichtung. Ein kleines Wasserkraftwerk mit einer Leistung von 12 kW ist angeschlossen.
Die Talsperre ist eingezäunt und für die Öffentlichkeit nicht geöffnet, die Umgebung eine Wasserschutzzone. Ein Blick auf den Stausee und den Damm ist von einer 2022 errichteten Aussichtsplattform direkt neben dem ehemaligen Stauseewärter-Haus am nördlichen Ufer möglich.
Zur Trinkwasseraufbereitung wird das bereits recht saubere und weiche Wasser (1,2 dH Gesamthärte) mit Kohlensäure und Calciumcarbonat auf ca. 3 dH aufgehärtet, danach erfolgt Flockung mittels Aluminiumsulfat, Entmanganung per Kaliumpermanganat, Filtration und Desinfektion mit Chlordioxid im Wasserwerk am Fuße der Talsperre.
Die Hochwasserentlastung erfolgt durch einen Überlaufturm nahe dem linken Ufer mit einer Ablaufleistung von 42,5 m³/s.
Biologen der Hochschule Trier, Umwelt-Campus Birkenfeld, konnten 2021 in der Talsperre erstmals Edelkrebse (wissenschaftlicher Name: Astacus astacus) beobachten. Erste genetische Untersuchungen legten nahe, dass es sich bei den Tieren um einen Restbestand dieser vorher in der Region weit verbreiteten und heute im Hunsrück fast vollkommen verschwundenen Art handele, die in der Talsperre ein Refugium gefunden hätten. Für Schutz, Erhalt und Förderung des Bestandes solle die Habitatqualität in der Steinbachtalsperre verbessert werden.
Der Wanderweg Köhlerpfad am Steinbach ist eine sog. Traumschleife am Saar-Hunsrück-Steig und hat eine Länge von 13 km.

## Steinbach
Der Steinbach ist ein 5,964 km langer, linker Zufluss des Idarbaches im Einzugsgebiet der Nahe (Rhein) mit der Fließgewässerkennziffer 254164.
Er entspringt auf der Gemarkung von Langweiler, tritt auf der Gemarkung von Sensweiler in die Steinbachtalsperre ein, verlässt diese auf der Gemarkung von Kempfeld und mündet bei Katzenloch (Kempfeld) in den Idarbach.